# Franck Lobono
 (février 2018).
Franck Lobono est un homme politique monégasque. Il est membre du Conseil national, le parlement monégasque, depuis l'élection du 11 février 2018.
Président de la Commission du logement durant la mandature 2018-2023, membre de la majorité Primo ! Prorité Monaco, il est réélu pour un deuxième mandat lors de l'élection du 5 février 2023 sur la liste de l'Union Nationale Monégasque. Il est désigné par ses pairs président de la Commission pour les intérêts sociaux et les affaires diverses pour le mandat 2023-2028. 